# Gara Ploiești Sud
Gara Ploiești Sud se află în zona de sud a municipiului Ploiești, în Piața 1 Decembrie 1918. Este cea mai mare gară din județul Prahova și cea mai importantă din Ploiești. Gara se află pe Magistrala CFR 500 care asigură legătura dintre București și Moldova.

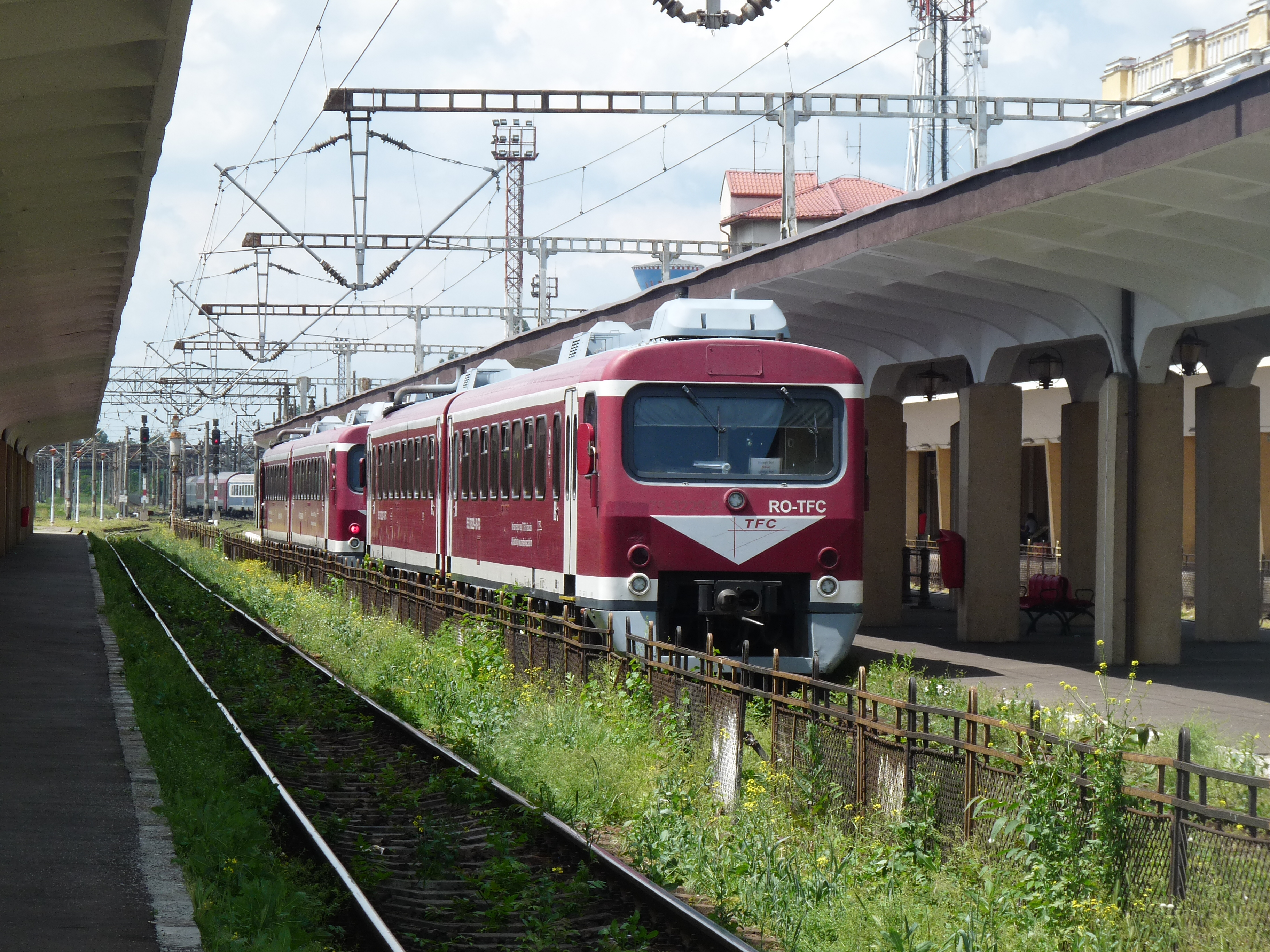
Automotor Wadloper în gară

## Istoric
Din 1879 până la darea în folosință a triajului Ploiești în anul 1915 trenurile care circulau din București spre Transilvania opreau în stația Ploiești Sud, unde locomotiva era cuplată la capătul opus al garniturii, astfel încât ultimul vagon al trenului venit de la București, devenea primul. De la această manevră provine expresia „a o întoarce ca la Ploiești”.

## Caracteristici tehnice
Gara Ploiești Sud are 7 linii cu 3 peroane acoperite, 2 linii cu 2 peroane neacoperite și o linie cheu cu peron neacoperit. De la linia cheu circulă trenuri către Măneciu și Urziceni.
Gara are un număr total de 14 linii pentru primire-expediere și 2 linii cheu (una fiind folosită pentru revizia vagoanelor).

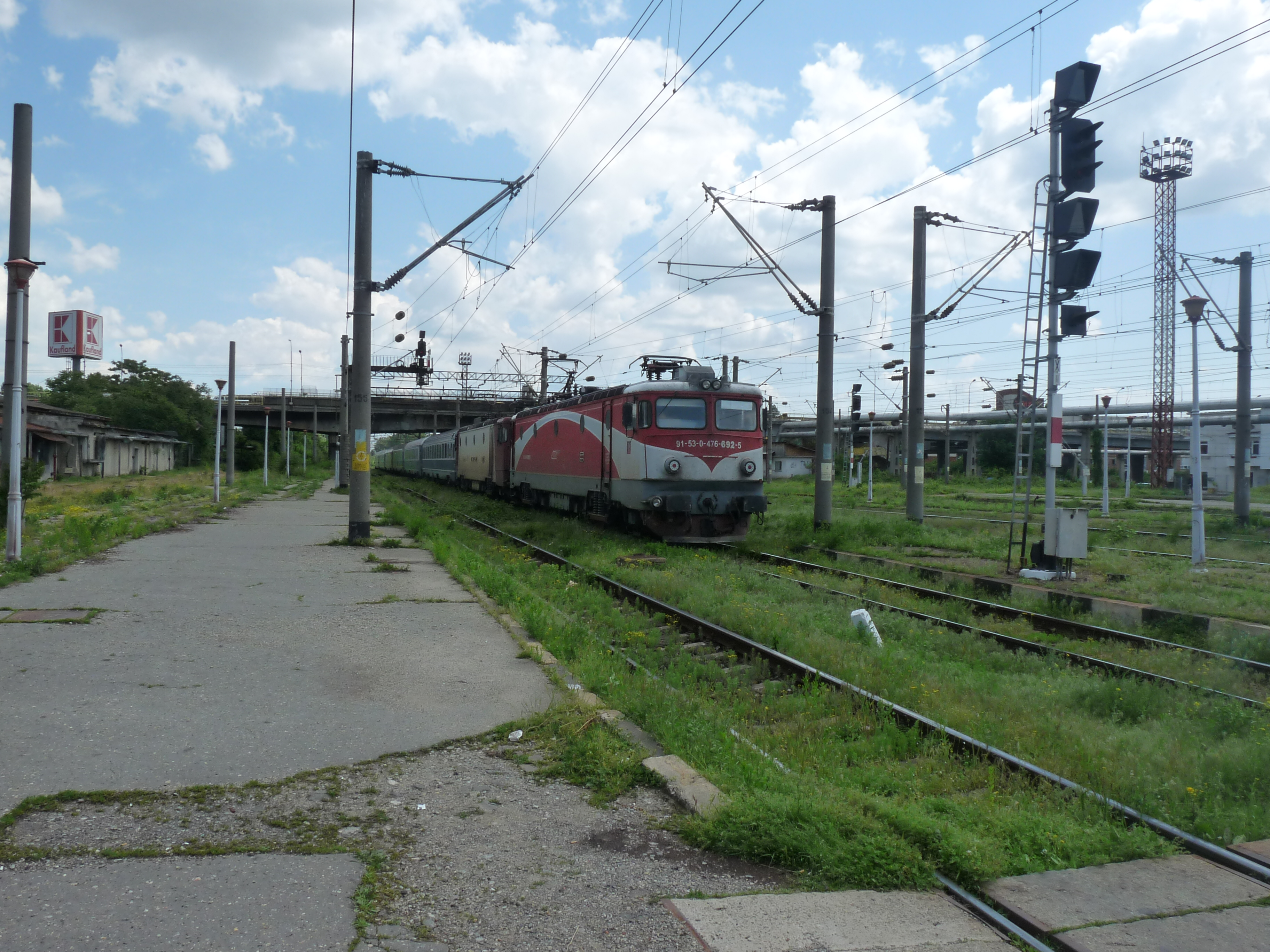
Sosirea unui tren InterCity din direcția Buzău

Clădirea gării a fost renovată în anul 2008. Există 8 case de bilete (dintre care funcționează de obicei doar 4). Gara este dotată cu panouri digitale pentru afișarea trenurilor de călători și punct de informare digitală cu sistem touch screen.

## Distanța față de alte orașe (gări) din România
- Ploiești Sud - București - 59 km;
- Ploiești Sud - Buzău - 69 km;
- Ploiești Sud - Iași - 347 km;
- Ploiești Sud - Galați - 200 km;
- Ploiești Sud - Bacău - 243 km;
- Ploiești Sud - Focșani - 140 km;
- Ploiești Sud - Brăila - 169 km;
- Ploiești Sud - Suceava - 388 km;
- Ploiești Sud - Brașov - 110 km (via Ploiești Vest);

## Linii de cale ferată
- Magistrala 500: București Nord - Buzău - Mărășești - Adjud - Bacău - Pașcani - Suceava - Verești;
- Magistrala 300: Ploiești Vest - Brașov - Cluj - Oradea;
- Magistrala 302: Ploiești Vest - I.L. Caragiale - Târgoviște;
- Magistrala 304: Ploiești Nord - Vălenii de Munte - Măneciu;
- Magistrala 306: Ploiești Vest - Buda - Plopeni - Slănic;
- Magistrala 701: Urziceni - Slobozia - Țăndărei.

## Cele mai apropiate gări
- Ploiești Vest;
- Ploiești Nord
- Ploiești Est
- Ploiești Triaj
- Ploiești Est Post Nr. 1